# Detroit Institute of Arts
Het Detroit Institute of Arts (DIA) , dat voorheen het Detroit Museum of Arts heette, heeft een van de grootste collecties kunst van de Verenigde Staten. De collectie bestaat uit ongeveer 65.000 werken, die in ouderdom variëren van de oudheid tot hedendaagse kunst. het Detroit Institute of Arts bevindt zich in het culturele centrum van Detroit, zo'n 3 km van het commerciële centrum.

## Geschiedenis
Het museum werd op 16 april 1885 geopend in een tijdelijk gebouw, waarna het in 1888 werd overgebracht naar het toenmalige neoklassieke gebouw. Het verwezenlijken van het gebouw werd mede mogelijk gemaakt door een gift van $50.000,= door James E. Scripps, een lokale mediamagnaat. Dezelfde Scripps doneerde in 1889 voor $75.000,= aan Europese schilderijen aan het museum, dit kwam neer op een totaal van 70 werken. De daaropvolgende jaren werd het museum onder andere gespekt door de opkomende auto-industrie en legaten van grote verzamelaars uit Detroit. Zo ontving het museum in 1970 een legaat van Robert Hudson Tannahill, een warenhuismagnaat, die in zijn collectie werken van Cezanne, van Gogh, Gauguin, Degas, Seurat, Matisse, Picasso en Brancusi bezat.
Het neoklassieke gebouw werd in 1922 vervangen door een ietwat moderner en groter gebouw waarin een van de exemplaren van de denker van Rodin een prominente plaats kreeg. Na de Tweede Wereldoorlog was het Detroit Institute of Artst een van de eerste musea die door de nazi's geroofde kunst teruggaf aan de rechtmatige eigenaars.

## Collectie

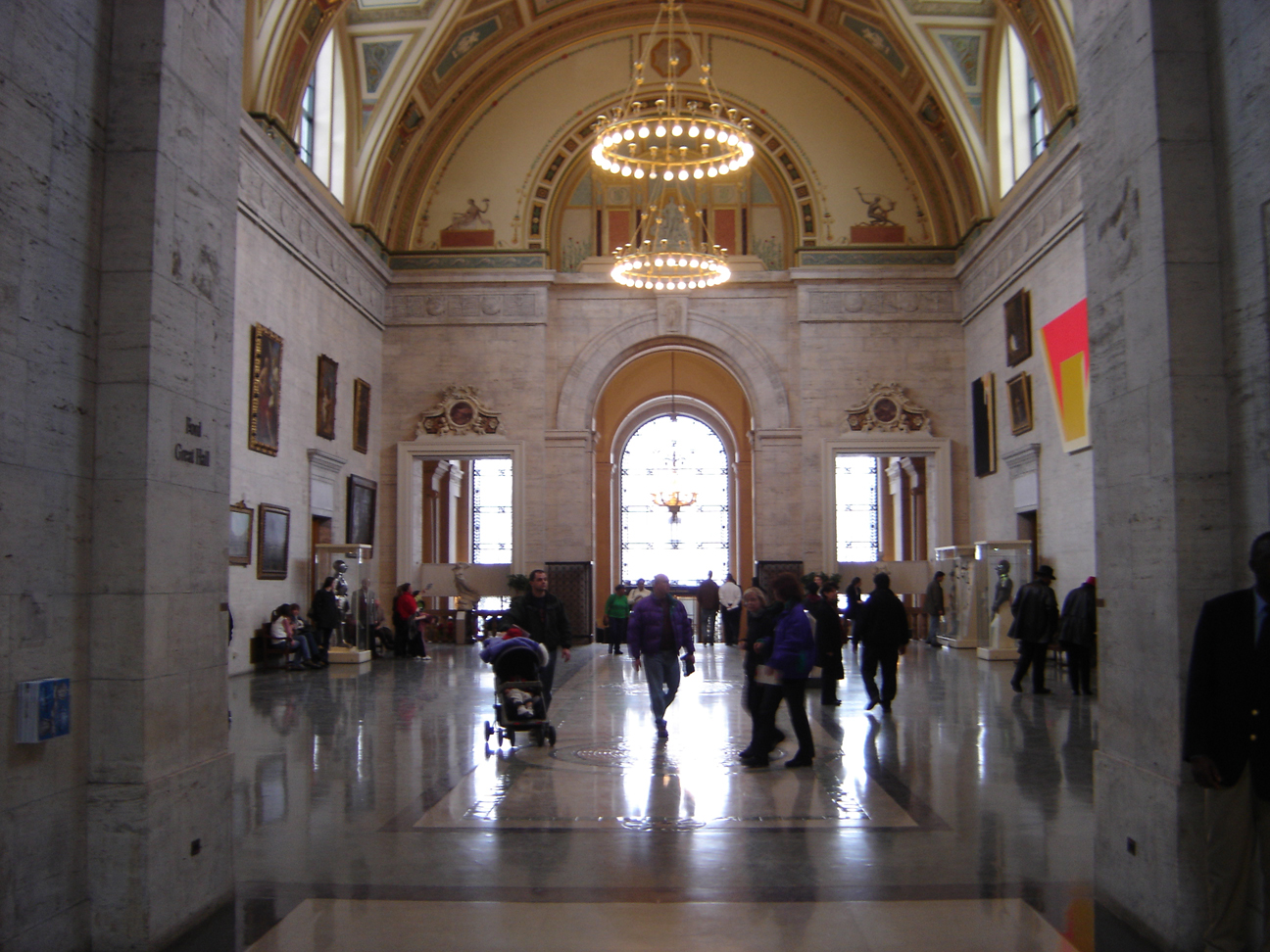
De entreehal van het museum.

Voor de collectievorming van het museum is de vroege 20e eeuw een belangrijke periode geweest. In deze periode verwierf het museum onder andere werken uit Perzië, Egypte en verschillende oude Hollandse meesters. Onder de Hollandse meesters zijn werken van Pieter Bruegel de Oude, Quiringh van Brekelenkam, Jan van Eyck, Gerard ter Borch II, Peter Paul Rubens en Rembrandt van Rijn. Ook Renaissance kunst, Madonna met christuskind van Giovanni Bellini en werk van Albrecht Dürer, en vroeg gekochte impressionistische Franse kunst van Claude Monet, Odilon Redon, Eugène Boudin en Edgar Degas, maken deel uit van de collectie. In deze periode werden ook twee werken van respectievelijk Vincent van Gogh en Henri Matisse aangekocht, de eerste in een publieke collectie in de Verenigde Staten.
Later in de 20e eeuw werden er nog werken van verschillende belangrijke kunstenaars aangekocht. Onder de veelal bekende kunstenaars waren vooral moderne kunstenaars vertegenwoordigd. Werken van James McNeill Whistler, Eugene Delacroix, Auguste Rodin en Jean-Baptiste Carpeaux maakten deel uit van de aankopen. Daarnaast enkele Duitse expressionisten waaronder: Ernst Ludwig Kirchner, Franz Marc en Max Beckmann. Verder ook verschillende expressionisten van buiten Duitsland als Oskar Kokoschka, Wassily Kandinsky, Chaim Soutine en Edvard Munch.
Hoewel het museum een collectie heeft die begint met de Griekse en Mesopotamische kunst uit de laatste millennia voor Christus en eindigt bij hedendaagse kunst uit alle windstreken, bestaat het grootste deel van de collectie uit werk van kunstenaars uit de Verenigde Staten. Met het aankopen van de werken werd direct na het stichten van het museum in 1883 begonnen. De collectie Amerikaanse kunst bestaat uit schilderijen, sculpturen en toegepaste kunst uit de 18e, 19e en 20e eeuw.

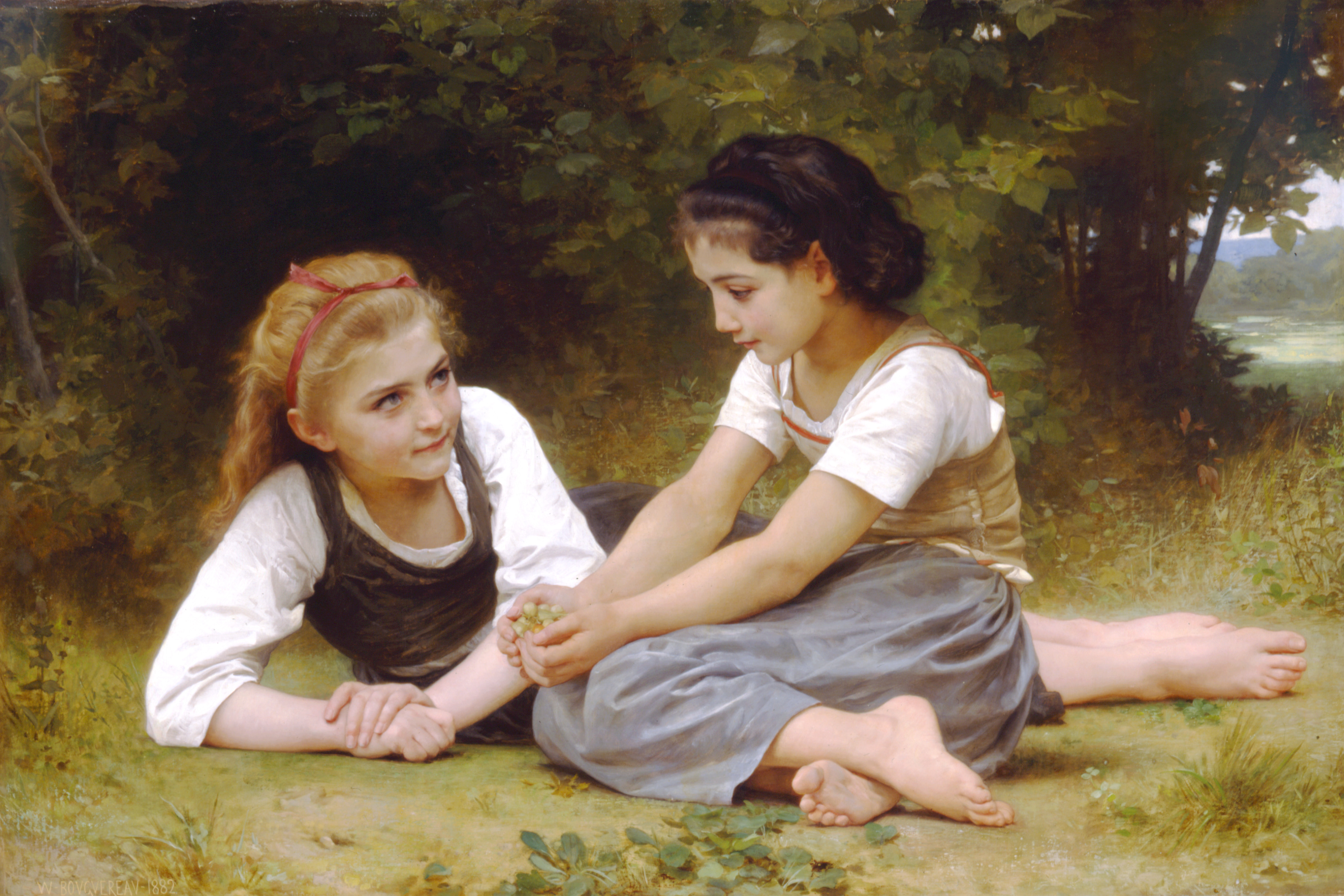
William-Adolphe Bouguereau, De nootrapers, 1882, Detroit Institute of Arts.

Vertegenwoordigd in het museum zijn onder andere: John James Audubon, George Bellows, George Caleb Bingham, Alexander Calder, Mary Cassatt, Dale Chihuly, Frederic Edwin Church, Thomas Cole, John Singleton Copley, Thomas Wilmer Dewing, Thomas Eakins, Childe Hassam, Robert Henri, Winslow Homer, George Inness, Georgia O'Keeffe, Charles Willson Peale, Rembrandt Peale, Duncan Phyfe, Hiram Powers, Frederic Remington, Paul Revere, Augustus Saint-Gaudens, John Singer Sargent, John French Sloan, Gilbert Stuart, Henry Ossawa Tanner, Louis Comfort Tiffany, Andy Warhol, Andrew Wyeth, en James McNeill Whistler.
Het topstuk van de collectie wordt gevormd door De nootrapers van William-Adolphe Bouguereau.